# Thomas Andrew (fotograf)
Thomas Andrew (19. ledna 1855 – 7. srpna 1939 v Apii, hlavním městě Samoy) byl novozélandský fotograf, který žil na ostrově Samoa od roku 1891 až do své smrti v roce 1939.

## Život a dílo
Andrew pořídil fotografie, které jsou významné historické a kulturní hodnoty, včetně záznamů klíčových událostí v Samoa videokamerou během koloniální éry, jako byli hnutí Mau, sopečné erupce Mt. Matavanu (1905-1911) nebo pohřeb spisovatele Roberta Louise Stevensona.
Řada z jeho dochovaných obrázků je uložena ve sbírkách muzea Museum of New Zealand Te Papa Tongarewa a zahrnují krajiny a studiové portréty Samoanů, které odpovídají koloniálním stereotypům země své doby.
Narodil se v Takapuna na předměstí Aucklandu na novozélandském Severním ostrově. V roce 1891 odejel do Samoa, kde spolupracoval s dalšími dvěma fotografy Novozélanďanem Alfredem Johnem Tattersallem a Johnem Davisem. Zemřel v Apii, hlavním městě Samoy.

## Galerie

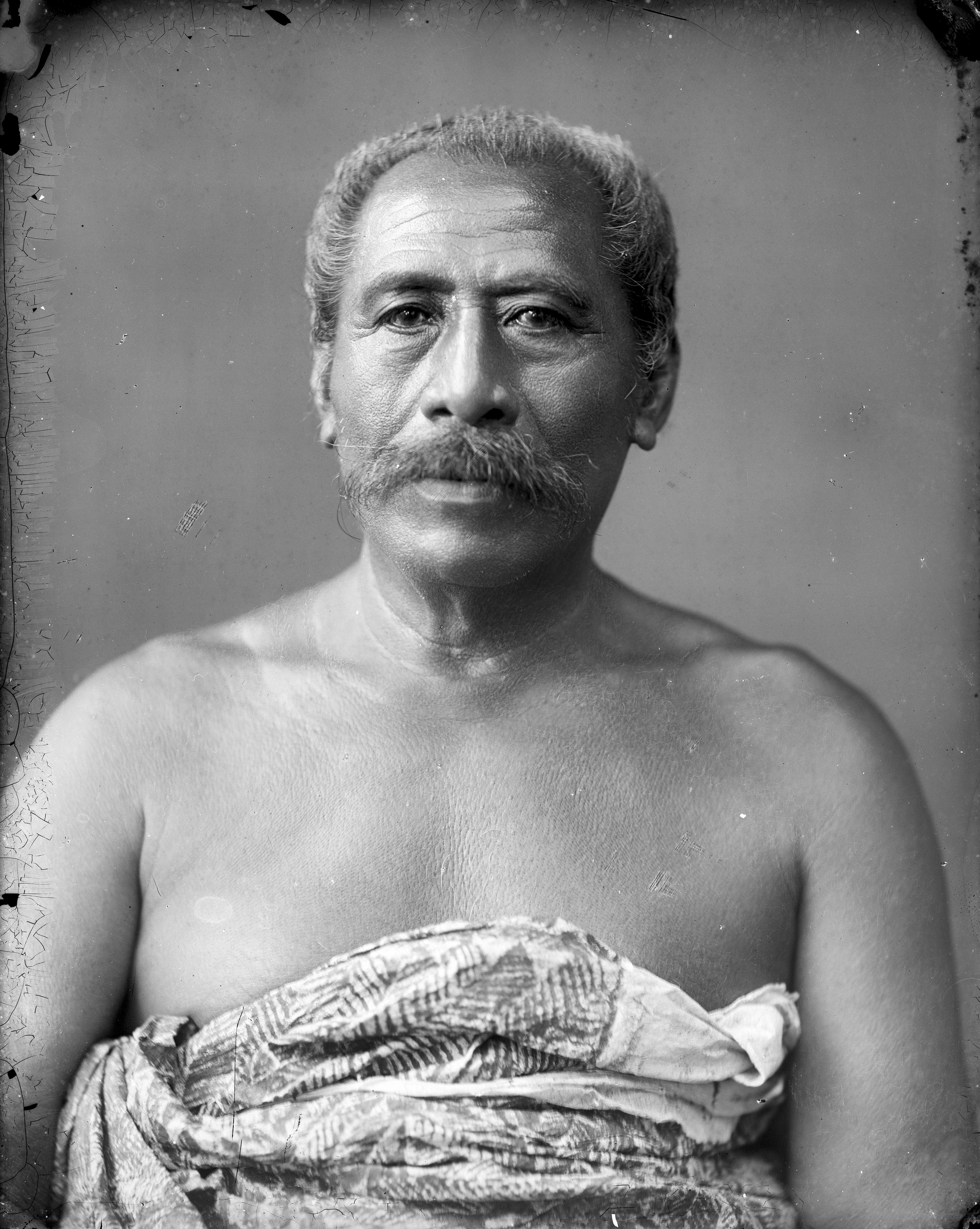
Seumanutafa Pogai, vysoký náčelník (matai), Apia, 1890-1910
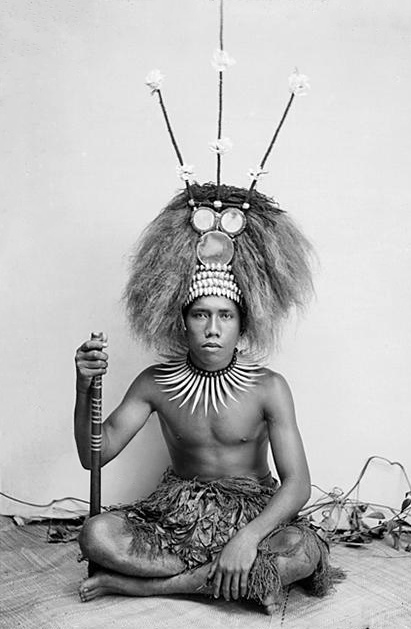
Mladý muž oblečený jako manaia, syn samoanského matai, 1890-1910
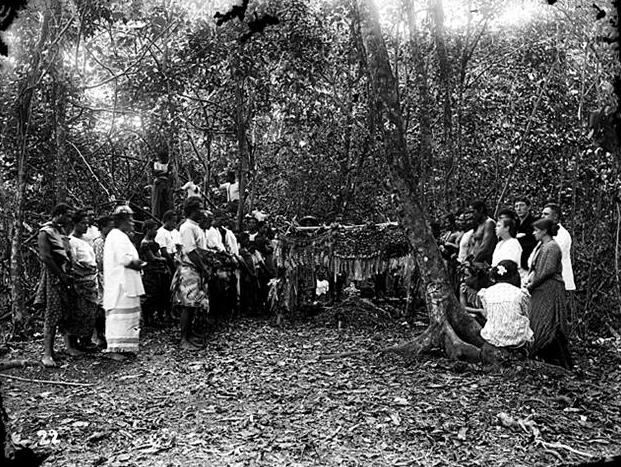
Pohřeb a hrob Roberta Louise Stevensona, Mount Vaea, Samoa, 1894
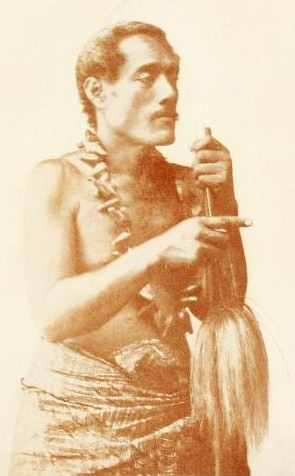
Samoanský vůdce Lauaki Namulauulu Mamoe v exilu, (zemřel r. 1915)
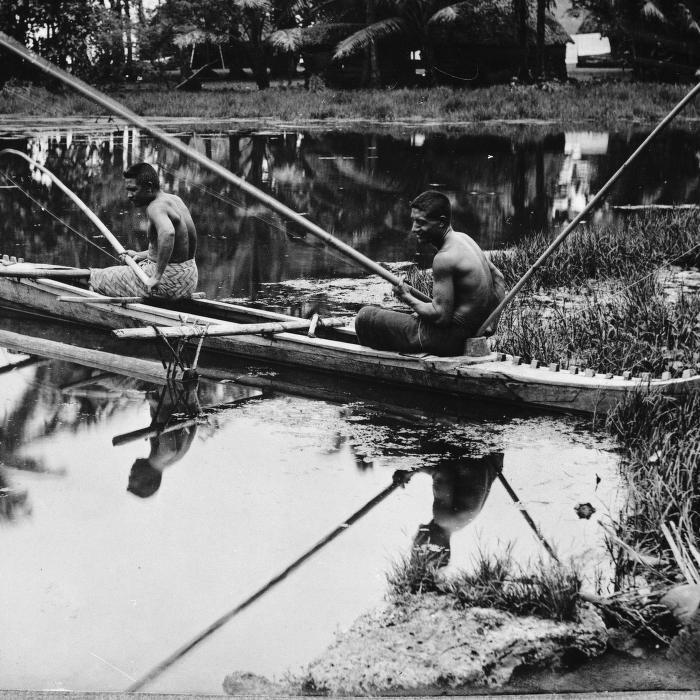
Dva muži na kanoi (paopao, va'a) chytají ryby, Samoa, asi 1914
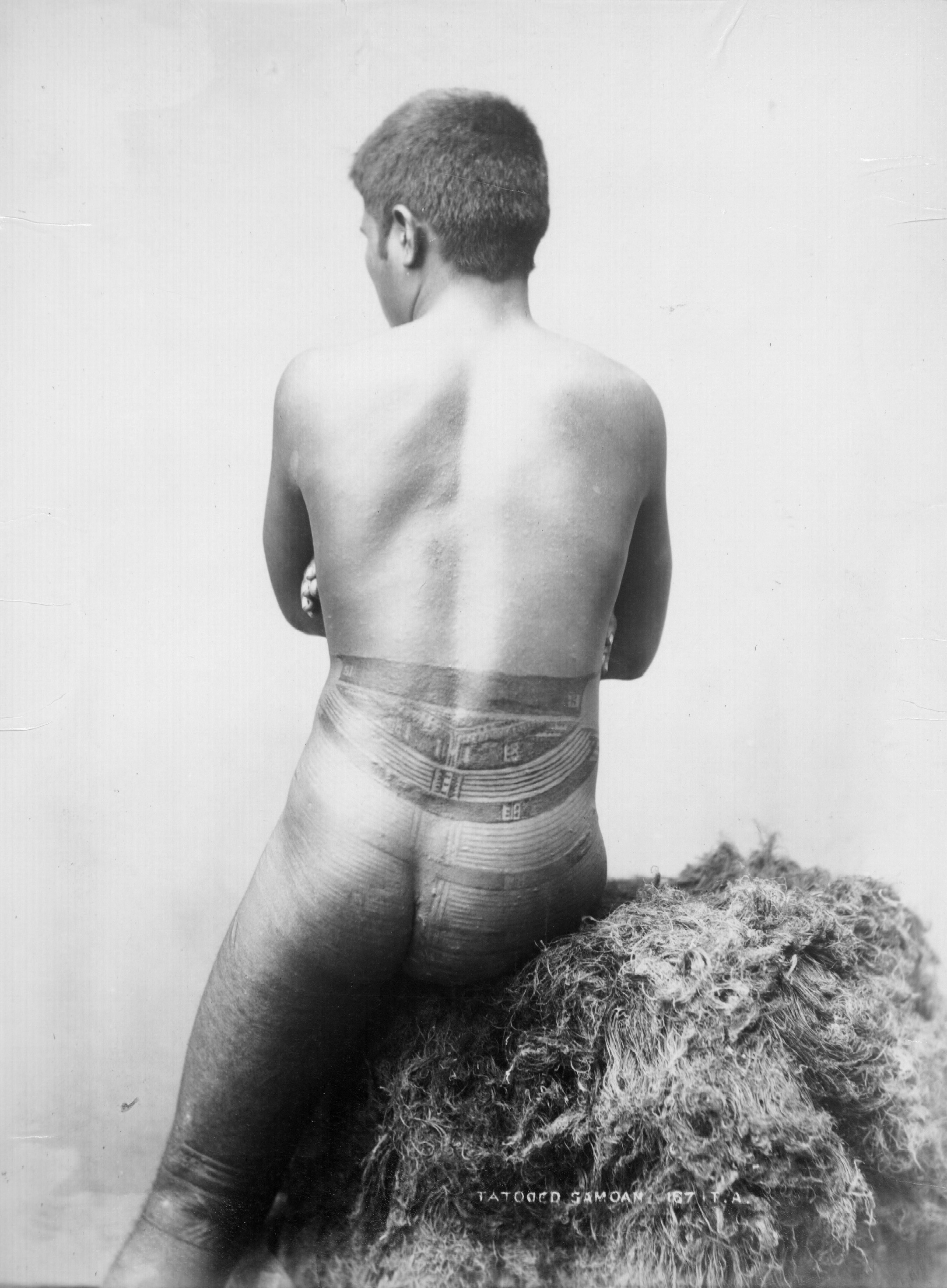
Samoanský muž s tradičním tetováním (pe'a), 1890-1900
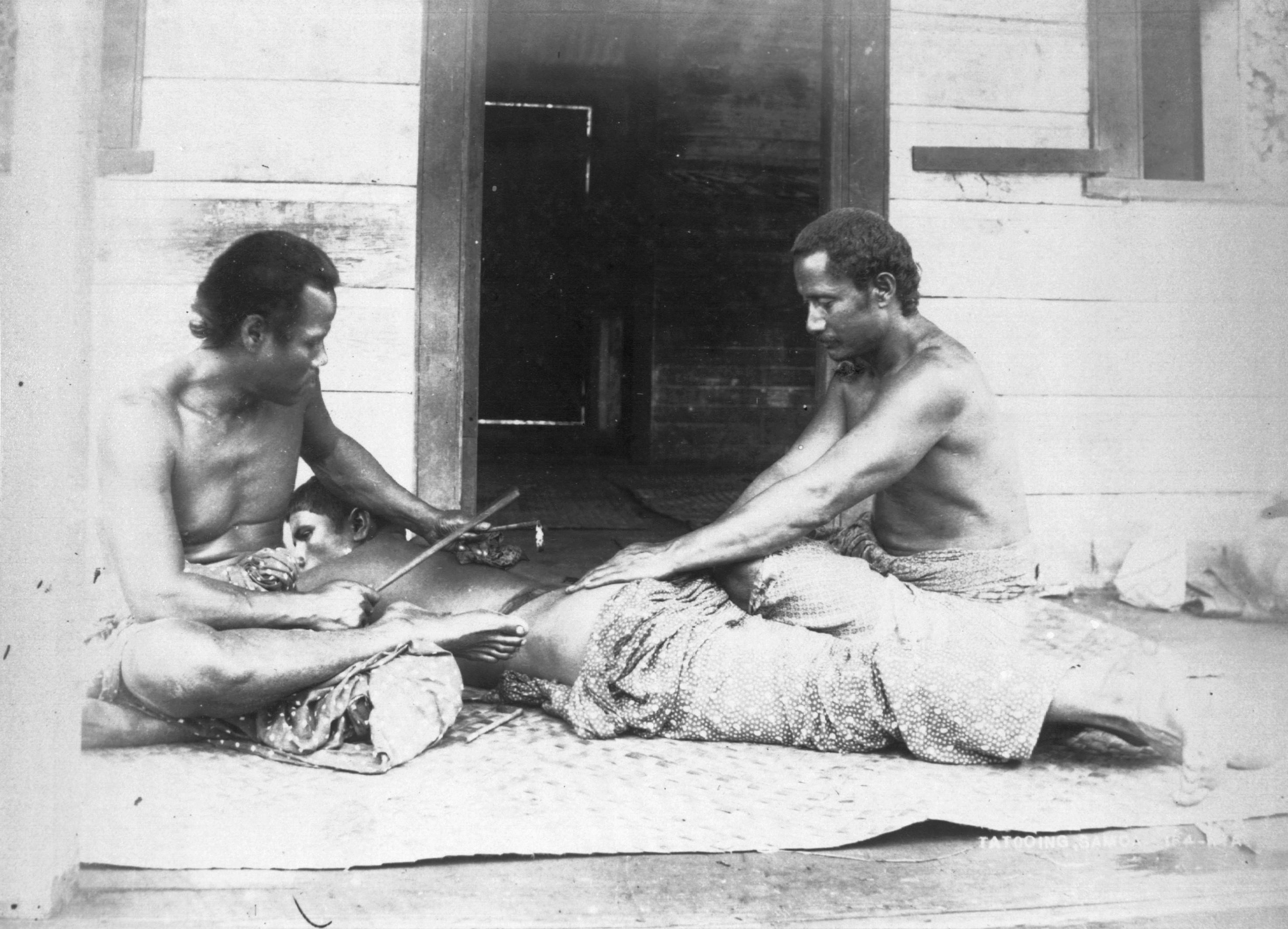
Samoanské tradiční tetování tattooist (tufuga ta tatau), asi 1895
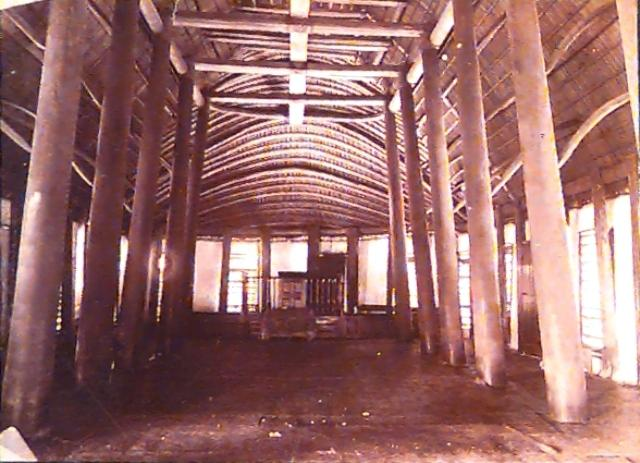
Interiér kostela, Niue, 1896
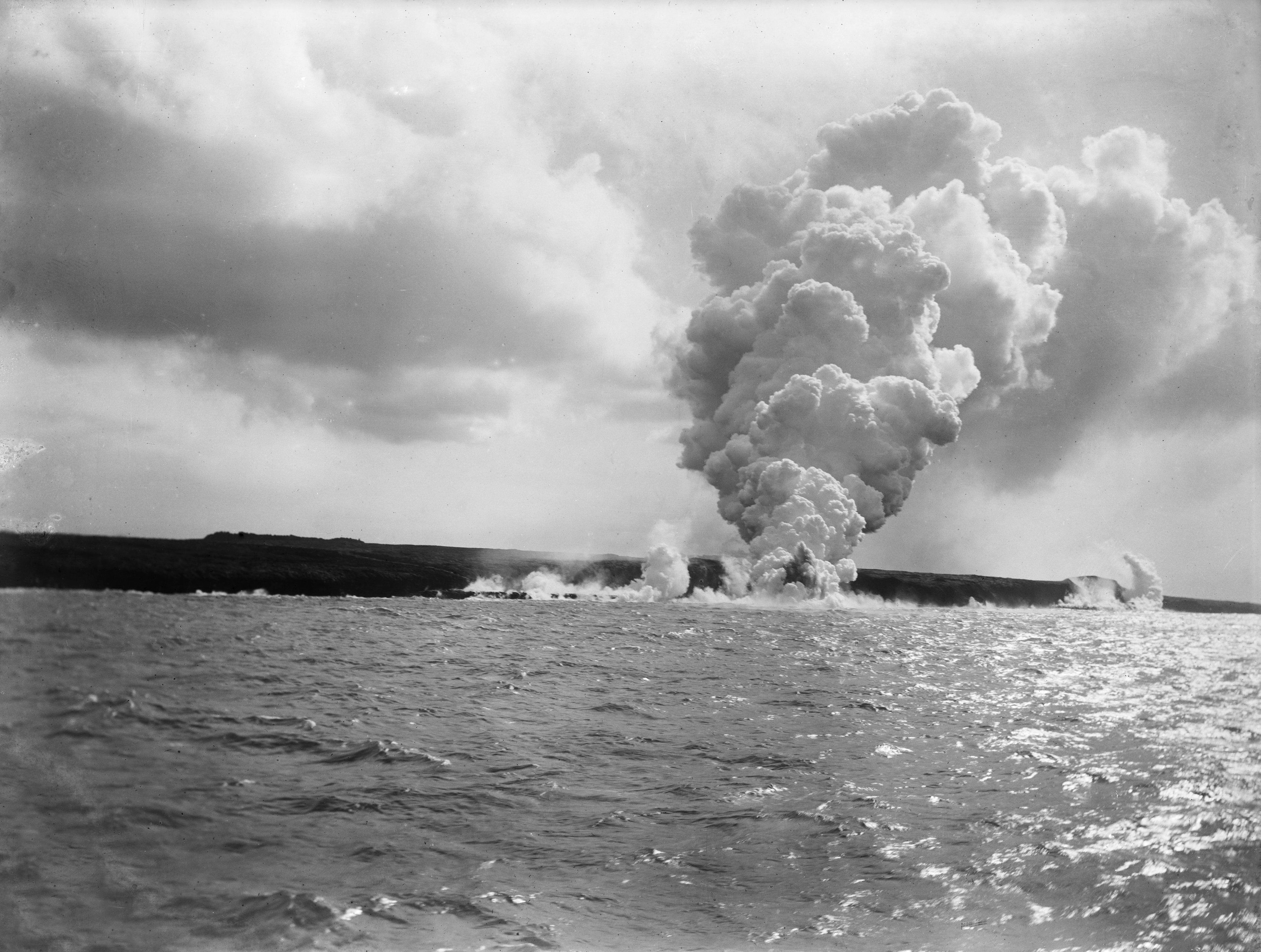
Erupce sopky Mt Matavanu - Savai'i, 1905